# Mikaela Hoover
Mikaela Hoover (nacida el 12 de julio de 1984) es una actriz estadounidense.

## Primeros años y educación
Mikaela es de ascendencia iraní, italiana y española y nació y se crio en Colbert, Washington. Comenzó a tomar clases de baile a la edad de dos años y protagonizó obras escolares y apareció en comerciales locales cuando era niña. Fue aceptada en el programa de teatro de la Universidad Loyola Marymount en Los Ángeles y se graduó con una licenciatura en teatro.

## Carrera
Hoover hizo su debut actoral en 2007, en la película Frank. Luego pasó a interpretar un papel principal en Sorority Forever. Poco después, Hoover obtuvo un papel en Humanzee después de audicionar frente a James Gunn y luego le ofrecieron el papel principal en el programa de Xbox Sparky & Mikaela de James Gunn y Peter Safran.
Durante 2010, Hoover comenzó a aparecer en producciones estadounidenses con un papel invitado en How I Met Your Mother. También consiguió un papel en la película Super de James Gunn.
En 2011, tuvo un papel recurrente en la serie de televisión Happy Endings como Jackie y en 2012 apareció en Anger Management.
En 2013, Hoover tuvo papeles en las producciones de televisión estadounidenses Dos hombres y medio y The League, seguido de un papel en Saint George en 2014.
Hoover siguió trabajando con James Gunn y en 2014 interpretó a la asistente de Nova Prime en la película de Marvel Guardianes de la Galaxia y a Raziya Memarian en The Belko Experiment.
En 2017, Hoover apareció en las series de televisión 2 Broke Girls, The Guest Book y Lucifer.
En 2020, obtuvo un papel en El Escuadrón Suicida de DC, Guest House de Lionsgate y Holidate de Netflix.
En 2025, se anunció que Hoover daría voz a Tony Tony Chopper en la serie de Netflix One Piece.

## Filmografía
| Año  | Película                        | Papel                   | Notas                                                                 |
| ---- | ------------------------------- | ----------------------- | --------------------------------------------------------------------- |
| 2006 | SamHas7Friends                  | Cami                    | Serie de televisión                                                   |
| 2007 | Frank                           | Heather                 |                                                                       |
| 2008 | Casanovas                       | Actriz #1               | Serie de televisión (Episodio: "Hollywood Heartburn")                 |
| 2008 | Sorority Forever                | Madison Westerbrook     | Serie web (33 episodios)                                              |
| 2008 | Sparky & Mikaela                | Mikaela                 | Serie de televisión (Episodio: "Pilot")                               |
| 2008 | Humanzee!                       | Margo                   | Serie de televisión (Episodio: "Pilot")                               |
| 2009 | PG Porn                         | Julie                   | Cortometraje (Episodio: "Helpful Bus")                                |
| 2009 | Lost Dream                      | Mackenzie               |                                                                       |
| 2010 | Team Unicorn                    | Jenna                   | Serie de televisión (Episodio: "G33K & G4M3R Girls")                  |
| 2010 | Super                           | Holly                   |                                                                       |
| 2010 | How I Met Your Mother           | Stacey                  | Serie de televisión (Episodio: "Baby Talk")                           |
| 2011 | 2 Man 3 Way                     |                         | Cortometraje                                                          |
| 2011 | Happy Endings                   | Jackie                  | Serie de televisión (2 episodios)                                     |
| 2011 | Fleshlightning                  | Madison                 | Cortometraje                                                          |
| 2012 | Anger Management                | Daytona                 | Serie de televisión (2 episodios)                                     |
| 2013 | Dos hombres y medio             | Morgan                  | Serie de televisión (Episodio: "Big Episodio: Someone Stole a Spoon") |
| 2013 | The League                      | Taco's Girl             | Serie de televisión (Episodio: "Chalupa vs. The Cutlet")              |
| 2014 | Back in the Day                 | Tifficult               |                                                                       |
| 2014 | Saint George                    | Chloe                   | Serie de televisión (Episodio: "Won't Get Fooled Again")              |
| 2014 | Cuz-Bros                        | Karissa                 | Película de televisión                                                |
| 2014 | Guardianes de la Galaxia        | Asistente de Nova Prime |                                                                       |
| 2016 | The Belko Experiment            | Raziya Memarian         |                                                                       |
| 2017 | 2 Broke Girls                   | Jessica                 | Serie de televisión (Episodio: "And The Baby And Other Things")       |
| 2017 | Lucifer                         | Ester                   | Serie de televisión (Episodio: "Chloe Does Lucifer")                  |
| 2018 | Blacked Out                     | Suzy                    | Cortometraje                                                          |
| 2018 | Bubble                          | Sunday                  | Cortometraje                                                          |
| 2019 | Airplane Mode                   | Claire                  |                                                                       |
| 2020 | Holidate                        | Annie                   |                                                                       |
| 2020 | Guest House                     | Taylor                  |                                                                       |
| 2021 | El Escuadrón Suicida            | Camila                  |                                                                       |
| 2021 | ¡Qué duro es el amor!           | Chelsea                 |                                                                       |
| 2023 | Guardianes de la Galaxia vol. 3 | Floor the Rabbit        | Voz                                                                   |
| 2025 | Superman                        | Cat Grant               |                                                                       |
| 2026 | One Piece                       | Tony Tony Chopper       | Voz; Serie de televisión                                              |